# Pevikhornet
Pevikhornet är en bergstopp i Antarktis. Den ligger i Östantarktis. Norge gör anspråk på området. Toppen på Pevikhornet är 1 021 meter över havet, eller 135 meter över den omgivande terrängen. Bredden vid basen är 2,2 km.
Terrängen runt Pevikhornet är platt åt sydväst, men åt nordost är den kuperad. Trakten är obefolkad. Det finns inga samhällen i närheten.